# 黒須里美
黒須 里美（くろす さとみ 1962年- ）は、日本の歴史学者。専攻は歴史人口学。麗澤大学外国語学部教授・大学院言語教育研究科教授。
千葉県出身。麗澤大学卒業。ワシントン大学大学院社会学科修了。1991年に国際日本文化研究センター助手就任。1999年に麗澤大学外国語学部助教授就任。2007年より現職。家族の形成と再生産の比較研究を専攻とし、世界5カ国（日本･中国･イタリア・ベルギー･スウェーデン）の18･19世紀における結婚の比較研究が主である。

## 主な著作

### 編著
- 『歴史人口学からみた結婚・離婚・再婚』（麗澤大学出版会）